# 21861 Maryhedberg
21861 Maryhedberg (1999 TU189) là một tiểu hành tinh vành đai chính được phát hiện ngày 12 tháng 10 năm 1999 bởi Nhóm nghiên cứu tiểu hành tinh gần Trái Đất phòng thí nghiệm Lincoln ở Socorro.